# Volahery Andriamanantenasoa
 (mai 2024).
Volahery Andriamanantenasoa est une activiste environnemental malgache engagée dans les droits de l'homme.

## Biographie
Volahery Andriamanantenasoa est née en 1975. Elle est une spécialiste des droits de l'homme.
Volahery a commencé en 2010 par exercer la micro finance dans une banque allemande de Madagascar puis elle intègre le Haut-Commissariat des Nations unies aux droits de l'homme, tout en suivant des études de droit et de science politique. Elle se forme à Pretoria, à Genève, à l'université Duke aux États-Unis.
Actuellement, Volahery Andriamanantenasoa est la directrice des programmes de CRAAD-OI (le centre de recherches et d’appui pour les alternatives de développement dans l’océan Indien, une organisation indépendante à but non lucratif panafricaine basée à Madagascar.

## Ouvrages
- Land and local know-how, Revue Projet (DOI 10.3917/pro.396.0036, lire en ligne)
- Des terres et des savoirs faire, Revue Projet (DOI 10.3917/pro.396.0036, lire en ligne)

## Médias
- Atrik'asa momba ny zon'olombelona
- Volahery Andriamanantenasoa
- Les femmes rurales sont celles qui souffrent le plus de l’iniquité lié au genre à Madagascar
- Agenda femmes, paix et sécurité : Défenses des terres et atténuation du changement climatique
- Femmes Malgache

## Publication
- The frontline communities resisting destructive development agendas in Madagascar